# Lento (Boro Boro, MamboLosco e Don Joe)
Lento è un singolo dei rapper italiani Boro Boro e MamboLosco e del DJ producer italiano Don Joe, pubblicato il 7 giugno 2019.

## Tracce
Download digitale
1. Lento – 2:42

Download digitale – remix
1. Lento RMX (feat. Lola Índigo) – 2:42

## Classifiche

### Classifiche settimanali
| Classifica (2019) | Posizione massima |
| ----------------- | ----------------- |
| Italia            | 9                 |

### Classifiche di fine anno
| Classifica (2019) | Posizione |
| ----------------- | --------- |
| Italia            | 28        |